# 莫哈末法立沙阿
莫哈末法立·沙阿，马来西亚政治人物，国阵巫统籍，曾经于2004年至2018年担任槟城州立法议会浮罗勿洞议员。

## 个人荣誉
- 马六甲：
  -  马六甲成员勋章（DPSM）—拿督（Datuk）（2016年）[3]